# Giuseppe Arzilli (Politiker, 1941)
Giuseppe Arzilli (* 20. Januar 1941 in San Marino; † 19. November 2023) war ein san-marinesischer Politiker (Partito Democratico Cristiano Sammarinese (PDCS)). Er war dreimal einer der beiden Capitani Reggenti (Staatsoberhäupter) von San Marino und war Botschafter seines Landes in der Schweiz.

## Leben
Arzilli war Inhaber eines Juweliergeschäftes in San Marino. Er war 22 Jahre lang Vorsitzender der Unione Sammarinese Commercianti (USC). Von 1996 bis 2002 war er Vorsitzender der Società Unione Mutuo Soccorso (S.U.M.S.), deren Vorstand er anschließend weiterhin angehörte.
Arzilli trat 1955 in die Partito Democratico Cristiano Sammarinese ein. Von 1974 bis 2006 war er Abgeordneter im san-marinesischen Parlament, dem Consiglio Grande e Generale. Er gehörte dem Außen- und Justizausschuss an. Von 1997 bis 2006 war er Vertreter San Marinos in der Parlamentarischen Versammlung des Europarates. Bei der Parlamentswahl 2006 verfehlte er den Einzug ins Parlament. Er erreichte nur Platz 33 auf der Liste des PDCS, der 21 Sitze gewann. Im März 2007 trat Arzilli aus dem PDCS aus. Er amtierte dreimal – von Oktober 1986 bis April 1987, von Oktober 1999 bis April 2000 und zuletzt von Oktober 2004 bis April 2005 – als Capitano Reggente, Staatsoberhaupt von San Marino.
Von 2007 bis 2015 war Arzilli Botschafter San Marinos in der Schweiz.
Arzilli war verwitwet und Vater von zwei Söhnen – Michele und Marco, dem seit 2012 amtierenden Industrieminister.